# Les Essards, Indre-et-Loire
Les Essards är en kommun i departementet Indre-et-Loire i regionen Centre-Val de Loire i de centrala delarna av Frankrike. Kommunen ligger i kantonen Langeais som tillhör arrondissementet Chinon. År 2018 hade Les Essards 151 invånare.

## Befolkningsutveckling
Antalet invånare i kommunen Les Essards
Referens:INSEE